# Dražíč
Dražíč település Csehországban, a České Budějovice-i járásban. Dražíč Chrášťany, Slabčice, Bernartice, Albrechtice nad Vltavou, Bechyně, Radětice és Borovany településekkel határos. Lakosainak száma 284 fő (2024. január 1.).

## Népesség
A település lakosságának változását az alábbi diagram mutatja:
| Lakosok száma | 963  | 902  | 860  | 687  | 430  | 250  | 231  | 237  | 259  | 284  |
|               | 1869 | 1890 | 1921 | 1950 | 1980 | 2001 | 2017 | 2019 | 2022 | 2024 |